# Orłowo (Starachowice)
Orłowo – osiedle administracyjne i mieszkaniowa część miasta Starachowice, Wraz z Mieszałą tworzy jednostkę urbanistyczną o nazwie Orłowo-Mieszała. Osiedle leży w północno-zachodniej części miasta.

## Charakterystyka zabudowy
Budynki mieszkalne powstawały od lat 20. i 30. XX wieku, głównie domy jednorodzinne zbudowane przez pracowników ówczesnych Zakładów Starachowickich. 

## Infrastruktura i usługi
Działa tu od przełomu lat 70. i 80. XX wieku gminna Strzelnica Sportowa, uznana przez Polski Związek Strzelectwa Sportowego za obiekt strategiczny dla polskiego sportu. Na terenie Orłowa zlokalizowany jest Dom Pomocy Społecznej z 120 miejscami oraz filia Domu Matki i Dziecka w Jasieńcu Iłżeckim Dolnym.